# Heliophanus deformis
Heliophanus deformis là một loài nhện trong họ Salticidae.
Loài này thuộc chi Heliophanus. Heliophanus deformis được Wanda Wesołowska miêu tả năm 1986.